# Théophile Marcou
Pour les articles homonymes, voir Marcou.
Théophile Marcou, né le 18 mai 1813 à Carcassonne (Aude) et mort le 7 juillet 1893 à Paris,,, est un journaliste, avocat et homme politique français.

## Biographie

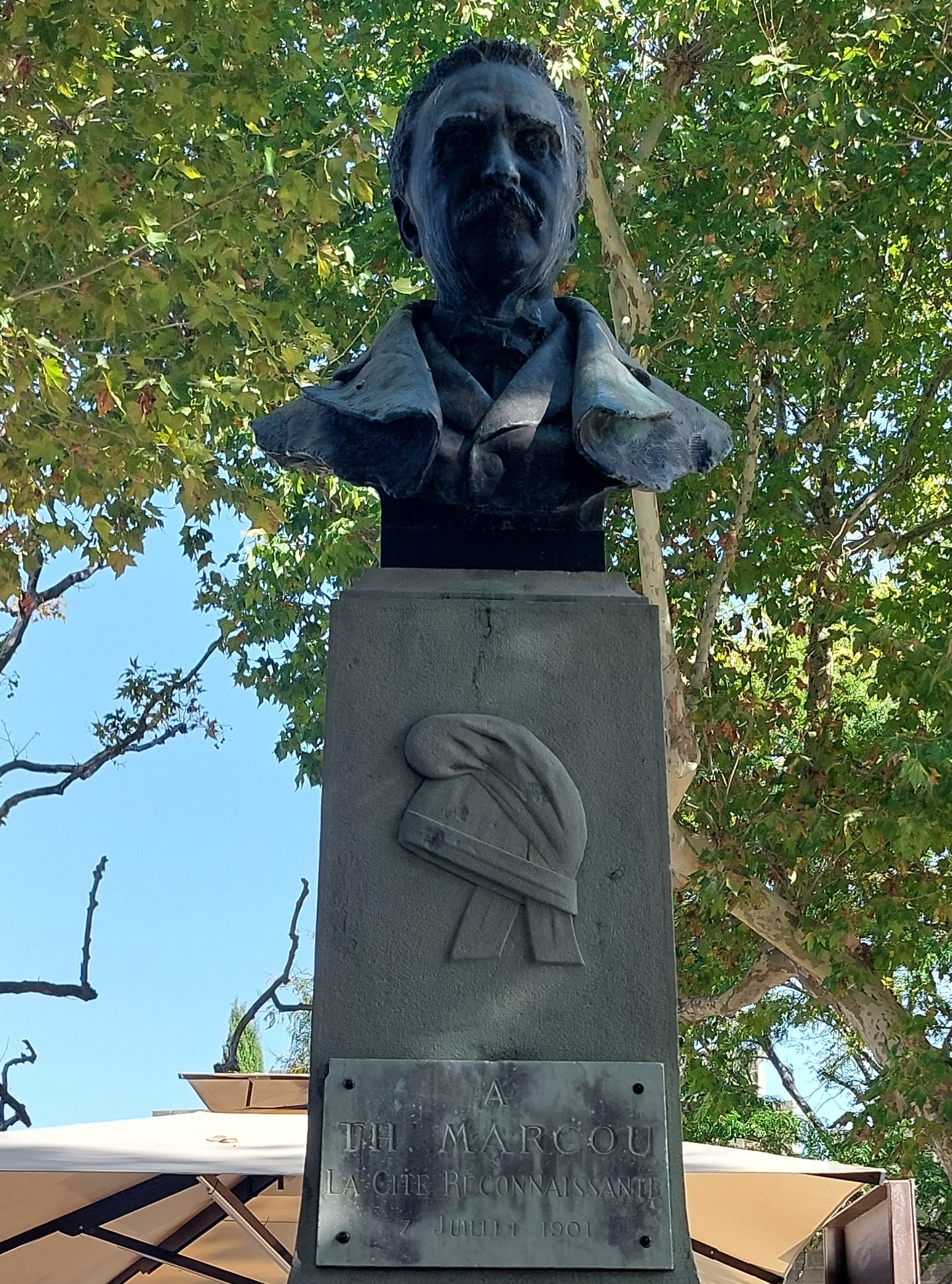
Buste de Théophile Marcou, visible sur la place qui porte son nom dans la Cité Médiévale.

Avocat à Carcassonne, opposant à l'Empire, il est obligé de se réfugier en Espagne jusqu'en 1867. À son retour, il dirige un journal républicain. Maire de Carcassonne le 22 août 1870, il y proclame la République le 4 septembre. Il est un ami d'Émile Digeon, chef de l'éphémère Commune de Narbonne. Battu aux législatives de 1871, il est élu lors d'une élection partielle en 1873. Il est député de l'Aude, siégeant à l'extrême-gauche, de 1876 à 1885 et sénateur de 1885 à 1893. Il fut l’un des 363 qui refusent la confiance au gouvernement de Broglie le 16 mai 1877,,,,Une place dans la cité médiévale ou trône son buste, œuvre de Théophile Barrau, ainsi qu'un boulevard, et une école sont attribués à son nom dans sa ville natale.
Il fut président de l'Académie des arts et des sciences de Carcassonne en 1848.
Il repose au cimetière Saint-Michel de Carcassonne.

## Mandats
- Maire de Carcassonne (1870-1871), (1871-1874), (1878-1879).
- Conseiller général de l'Aude (Président en 1871).
- Député de l'Aude (1876-1885)
- Sénateur de l'Aude (1885-1893).

## Sources
1. ↑  Claude Marquié, « Carcassonne. «La Revue de l'Aude» (1845-1846) », sur ladepeche.fr, 16 décembre 2012 (consulté le 23 août 2023).
2. ↑  Claude Marquié, « Carcassonne. Théophile Marcou (1813-1893), journaliste », sur ladepeche.fr, 2 décembre 2012 (consulté le 6 octobre 2020).
3. ↑  Martial Andrieu, Carcassonne - Les maires de Carcassonne de la Révolution française à aujourd'hui, Carcassonne, Musique et Patrimoine, avril 2021, 155 p. (ISBN 978-2-9543282-5-6), p. 80 à 83
4. ↑  Sénat, « Biographie de Théophile Marcou », sur senat.fr (consulté le 6 octobre 2020).
5. ↑  Claude Marquié, « Carcassonne. 1838 : L'incarcération de T. Marcou », sur ladepeche.fr, 9 décembre 2012 (consulté le 6 octobre 2020).
6. ↑  Claude Marquié, « Carcassonne. Les idées sociales de Marcou en 1845-1846 », sur ladepeche.fr, 23 décembre 2012 (consulté le 6 octobre 2020).
7. ↑  Claude Marquié, « Carcassonne. 4 septembre 1870 : l’avènement de la République », sur ladepeche.fr, 4 septembre 2022 (consulté le 4 septembre 2022).
8. ↑  « Théophile, Jacques, Hilaire Marcou », sur maitron.fr, 16 avril 2021 (consulté le 23 juillet 2023).
9. ↑  « Liste des présidents de la Société des arts et des sciences de Carcassonne de 1836 à 2023. », sur academie-arts-et-sciences-carcassonne.fr (consulté le 5 février 2023).